# Christian Dolfen
Christian Dolfen (* 26. Dezember 1877 in Köln-Ehrenfeld; † 15. Mai 1961 in Osnabrück) war ein deutscher katholischer Geistlicher und Archivar.

## Leben
Christian Dolfen, dessen Eltern früh starben, besuchte die Studienanstalt der Redemptoristen in Vaals und dann von 1899 bis 1905 das Scholastikat der Redemptoristen in Trier und im Kloster Geistingen. Von 1906 bis Oktober 1914 hatte er einen Lehrauftrag für Kirchengeschichte am Scholastikat. Im Oktober 1914 wurde er Feldgeistlicher bei der 10. Ersatz-Division. Ab Dezember 1918 war er als Archivar im Generalvikariat Osnabrück tätig, dazu auch Leiter (seit 1927 Direktor) des Diözesanmuseums. 1933 wurde er an der Universität Münster zum Dr. theol. promoviert. 1956 trat er in den Ruhestand.
1952 erhielt er die Justus-Möser-Medaille, die höchste Auszeichnung der Stadt Osnabrück, 1954 das Bundesverdienstkreuz. Nach ihm ist die Dolfenstraße in Osnabrück benannt.

## Veröffentlichungen (Auswahl)
- (Hrsg.): Codex Gisle. Berlin 1926.
- Der Levitenstuhl der ehem. Stiftskirche St. Johann in Osnabrück. In: Jahrbuch des Provinzial-Museums zu Hannover NF Bd. 4, 1929, S. 88–98.
- Der Kaiserpokal der Stadt Osnabrück. Osnabrück 1927.
- Die Stellung des Erasmus von Rotterdam zur scholastischen Methode. Osnabrück 1936 (Dissertation, mit Lebenslauf).